# Ghiacciaio di Leschaux

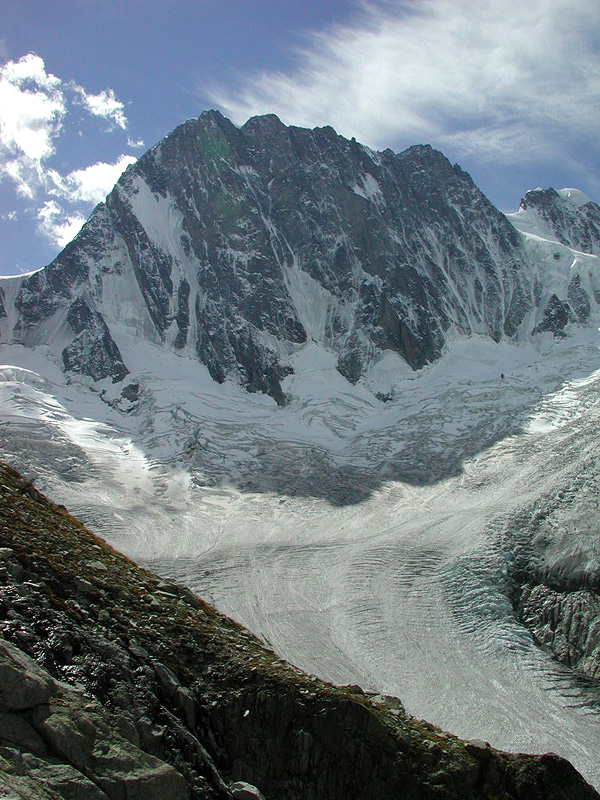
Veduta della zona d'accumulo del ghiacciaio

Il ghiacciaio di Leschaux è un ghiacciaio del massiccio del Monte Bianco situato sul versante francese del medesimo.
Il ghiacciaio prende forma dai circli glaciali collocati sul versante settentrionale del gruppo delle Grandes Jorasses e del gruppo di Leschaux. In particolare viene alimentato dal ghiacciaio di Mont Mallet.
Scendendo a valle ad un'altezza di circa 2.100 incontra il ghiacciaio del Tacul e dalla loro unione viene a formarsi la Mer de Glace.
Sul bordo del ghiacciaio si trova il rifugio di Leschaux.